# Маккензи, Куини
Куини Маккензи (Накарра, ранее Оукс или Мингмаррия, 1930[…] — 16 ноября 1998) была художницей, австралийской аборигенкой. Она родилась на станции Олд Техас, на западном берегу реки Орд в Восточном Кимберли.

## Ранние годы
Мать Маккензи была из племён мальнгин и гурунджи, а её отец был белым коневодом.
В соответствии с существовавшей во время её юности политикой, Маккензи грозила изъятие из семьи, как и многим детям аборигенов смешанного происхождения в то время. Однако её мать предотвратила это, вычернив кожу ребёнка древесным углём, и девочка выросла, работая на скотоводов животноводческой фермы в Техас-Даунс.
Маккензи прожила всю свою жизнь в Шире Уиндем-Восточный Кимберли, хорошо знала эту местность: «Каждую скалу, каждый холм, каждую воду — я знаю это место вдоль и поперёк, сверху и снизу, наизнанку. Это моя страна, и у меня есть названия для каждого места». Маккензи взяла два имени аборигенов: «Моё имя выросло из этих холмов». Мингмаррия — местность недалеко от Динго-Спрингс на станции Техас-Даунс, к востоку от Вармуна (Турки-Крик), Западная Австралия, где художница жила и рисовала.

## Карьера
Маккензи помогала Корпорация искусств аборигенов Варингари (Waringarri Aboriginal Arts Corporation). В 1993 году бывший министр искусств Питер Фосс говорил: «Эта организация осуществляет огромные усилия для обеспечения уважения искусства аборигенов с точки зрения авторских и моральных прав, а также для того, чтобы художники-аборигены получали надлежащее вознаграждение за свою работу».
Картина Маккензи, изображающая резню в Мистейк-Крик, была куплена Национальным музеем Австралии в 2005 году, но из-за разногласий по поводу фактов этого события, являющегося частью Исторических войн, она так и не была вывешена. С июля 2020 года картина была выставлена в рамках новой музейной выставки «Разговор Блака с историей».

## Основные коллекции
- Коллекция Holmes à Court[9]

## Коммерческий успех
Искусство Маккензи остаётся одним из самых коллекционируемых в Австралии. Её работы продавались на аукционах по цене от 8000 до 92000 долларов. Маккензи также неизменно входит в список 100 лучших на австралийском рынке произведений искусства коренных народов, заняв 21 место в 2014 году.

## Наследие
В последние годы жизни художница проявляла заботу о культурном будущем своего сообщества. Хотя она умерла до того, как её желания осуществились, важность Маккензи была признана правительством Западной Австралии, которое объявило её «государственным живым сокровищем» в год её смерти.
Маккензи была включена в компакт-диск Moorditj-Australian Indigenous Cultural Expressions вместе с другими западно-австралийскими артистами Джеком Дэвисом, Альмой Тумат, Бетти Иган, Мишель Броун, братьями Пиграм, Footprince, Уэйном Баркером, Салли Морган, Джимми Чи и Мэри Панджити Маклин.
Маккензи упоминается как автор, сильно повлиявший на австралийского художника-керамиста Пиппина Драйсдейла.